# 大久保涼香
大久保 涼香（おおくぼ さやか、1980年4月29日 - ）は、日本のフリーアナウンサー。

## 来歴
埼玉県出身。亜細亜大学経営学部経営学科卒業。一般企業でOLを勤めた後、26歳の時にアナウンサー職に転職。2006年8月、岩手めんこいテレビに入社。2011年3月31日までアナウンサーとして活動し、同日付で退職。在籍中は地上デジタル放送推進大使を務めていた。
2011年4月1日から、フリーとなりセント・フォースに所属し、その間2013年3月までWOWOW専属のアナウンサーとして活動。2013年9月末付でセント・フォースを退社し、翌10月よりオーケープロダクションへ移籍。2017年3月よりライムライトに移籍し、ガンバールに業務委託となった。
身長162cm。血液型はO型。
2023年7月、Instagramにて妊娠を発表。

## 出演番組
太字は、出演中
岩手めんこいテレビアナウンサー時代
- mitスーパーニュース
- あなろぐ an@log
- わがまま!気まま!旅気分

フリー以後
- UFC〜究極格闘技〜（WOWOW）
- ウィンブルドンテニス、ジャパン・オープン・テニス選手権、デビスカップ（WOWOW）
- シネマNAVI（WOWOW）
- 青木隆治のエンタメまるっとLIVE（nottv）
- めんこい8オシ研究所（岩手めんこいテレビ）司会
- おはよう健康体操（BS-TBS）進行役
- 宮本隆治の歌謡ポップス☆一番星（歌謡ポップスチャンネル）アシスタント
- 日経モーニングプラス（BSジャパン）資産活用いろはかるた
- 中東ヘッドライン（DHCシアター）アシスタント
- ウィークリーすみだ（J:COMすみだ）墨田区の広報番組
- Nスタ（TBSテレビ）リポーター
- QVC（QVCジャパン）ショッピングナビゲーター

CM
- 三菱 UFJ 信託銀行